# Stor sköldödla
Stor sköldödla (Gerrhosaurus major) är en ödleart som beskrevs av Duméril 1851. Stor sköldödla ingår i släktet Gerrhosaurus, och familjen sköldödlor.
Stor sköldödla förekommer i Afrika, från Ghana och österut genom Togo, Benin, Nigeria, Kamerun, norra Demokratiska republiken Kongo och Centralafrikanska republiken till södra Sudan, Etiopien, Djibouti, Eritrea och Somalia. Därifrån förekommer arten söderut genom östra Kenya, Tanzania, norra Zambia, Malawi och Moçambique till Zimbabwe, Botswana, Swaziland och Sydafrika.

## Underarter
Arten delas in i följande underarter:
- G. m. major
- G. m. bottegoi